# ويليام سوير
ويليام سوير (بالإنجليزية: William Sawyer)‏ (3 ديسمبر 1712 - 2 أبريل 1761) هو لاعب كريكت بريطاني (وحمل سابقاً جنسية مملكة بريطانيا العظمى).